# Gonzalo Jiménez de Quesada
Pour les articles homonymes, voir Jiménez et Quesada.
Gonzalo Jiménez de Quesada (né à Grenade ou à Cordoue en 1509, mort à Mariquita, en Colombie, le 16 février 1579) était un explorateur et conquistador espagnol. Il commanda l’expédition qui découvrit et soumit (1537-1539) les Muiscas (aussi appelés Chibchas) un peuple qui vivait sur l’altiplano cundiboyacense, un plateau situé à 2 600 mètres d’altitude au cœur de l’actuelle Colombie. Il y fonda (1538) la ville de Santa Fe de Bogota qui devint la capitale du Royaume de Nouvelle-Grenade, avant de devenir la capitale de l’actuelle Colombie.

## Jeunesse
Il n’y a pas de consensus parmi les historiens au sujet de la ville de naissance de Jiménez. Certains penchent pour Grenade, d’autres pour Cordoue. On sait par contre que ses parents se marièrent à Cordoue et que son père y exerça la profession d’avocat. Ce n’est que plus tard que la famille déménagea à Grenade à la suite d’un procès qui la ruina. Comme son père, Gonzalo étudia à l’université de Salamanque pour obtenir sa licence en droit, ce qui fait que le titre de licencié (le Licencié Gonzalo Jiménez de Quesada) précède souvent son nom dans les documents d’époque. Une fois ses études terminées, il revint à Grenade (1533) pour pratiquer le droit à l’Audience royale de cette ville. 

## Lieutenant du gouverneur de la province deSanta Marta
Jusqu’ici, on n’a trouvé aucun document permettant de comprendre la relation qui le liait à Pedro Fernandez de Lugo, le gouverneur des iles de La Palma et de Tenerife dans l’archipel des Canaries, avant que celui-ci en fasse son second le 10 novembre 1535 en le nommant lieutenant gouverneur chargé d’administrer la justice de la province de Santa Marta. Province que la Couronne espagnole avait concédée à Lugo en janvier 1535, tout en lui donnant l’autorisation de conquérir, pacifier et coloniser les terres qui n’avait pas déjà été conquises, pacifiées et colonisées entre le cap de la Vela (la frontière est de la province de Santa Marta avec la province de Venezuela) et le Rio Magdalena (qui la séparait de la province de Carthagène des Indes), jusqu’aux rives de la mer du Sud (océan Pacifique). 
La flotte transportant les 1 200 hommes recrutés par Lugo appareilla de Santa Cruz de Tenerife le 28 novembre 1535 et arriva à Santa Marta dans les premiers jours de janvier 1536. La colonie n’étant pas en mesure d’abriter et de nourrir une si grande quantité d’hommes, le nouveau gouverneur dut immédiatement se tourner vers les villages indigènes de la Sierra Nevada voisine afin d’exiger qu’ils lui fournissent des vivres et de l’or. L’entente qu’il avait avec les créanciers qui avaient financé son expédition stipulait en effet qu’il devait les rembourser dans les quarante jours après son arrivée. Ces expéditions n’eurent cependant pas le succès escompté et Pedro Fernandez dut revenir panser ses plaies à Santa Marta, où s’ajoutant aux pertes subies lors des combats contre les indigènes, le manque de nourriture et les maladies décimèrent sa troupe. 
À cette difficile situation s’ajoutait des nouvelles selon lesquelles une expédition sous les ordres de Nicolas Federman, un allemand agissant sous les ordres des Welser, (des  banquiers qui avaient obtenu le droit d’exploiter le territoire de la province de Venezuela en échange des prêts qu’ils avaient accordés à Charles Quint pour appuyer sa candidature à la tête du Saint Empire Germanique) était en préparation afin d’aller explorer les territoires situés à l’intérieur des terres et pouvant ainsi empiéter sur le territoire de la province de Santa Marta. 
Cela explique la rapidité avec laquelle Fernandez de Lugo organisa alors une grande expédition qui devait regrouper la presque totalité de ce qui restait de son armée en lui donnant comme mission de remonter le Rio Magdalena (le fleuve qui servait de frontière entre la province de Santa Marta et la province de Carthagène des Indes et qui se jetait dans l’océan à une centaine de kilomètres à l’ouest de Santa Marta) dans l’espoir qu’il mène au Pérou. Étant lui-même trop malade pour entreprendre une telle aventure, il choisit son homme de confiance, le Licencié Gonzalo Jiménez de Quesada, pour la commander. Bien qu’à cette époque Pizarro et ses hommes s’étaient déjà emparés de la plus grande partie des terres et des richesses Incas, celles-ci continuaient de faire rêver tous ceux qui traversaient l’Atlantique. 

## L’expédition du Rio Magdalena
Les instructions que le gouverneur Pedro Fernandez de Lugo donna à Gonzalo Jiménez établissaient en détail comment il devait répartir les richesses obtenues des autochtones qu’il allait rencontrer sur son chemin et comment il devait traiter ces derniers. Il n’était cependant aucunement question d’établir une colonie, ce qui pourtant fut le résultat de l’expédition.
Profitant des expériences passées de capitaines qui avaient déjà commandé des expéditions d’exploration sous l’administration de Garcia de Lerma (1529-1532), le gouverneur précédent, Lugo et Jiménez séparèrent l’expédition en deux parties. L’une, sous les ordres de Jiménez, était composée de 600 hommes, dont 50 cavaliers. Elle devait contourner par voie de terre le delta du Magdalena, réputé impénétrable, et se rendre jusqu’au déjà connu village indigène de Tamalameque en longeant les contreforts de la Sierra Nevada (controverse) et en descendant le Rio Cesar, un affluent du Magdalena. L’autre partie, sous les ordres du capitaine Diego de Urbina et composée de six petits navires (brigantins) transportant 200 hommes et des provisions, devait entrer dans le fleuve et le remonter afin de rejoindre l’armée de terre à Tamalameque. 
Partie de Santa Marta le 5 avril 1536, l’armée commandée par Jiménez parcourut six cents kilomètres avant d’arriver à Tamalameque en juillet, perdant une centaine d’hommes en cours de route. Comme les brigantins n’étaient pas au rendez-vous, Jiménez décida de continuer plus loin jusqu’à Sompallon où, finalement, la flotte vint les rejoindre.
Les navires, qui étaient partis de Santa Marta une dizaine de jours après le départ de l’armée de terre, subirent une tempête au moment d'entrer dans l’embouchure du fleuve et furent dispersés. L’un coula, un autre s’échoua sur la côte, deux rejoignirent Carthagène et seulement deux réussirent à pénétrer dans le fleuve et se mirent à l’abri dans le village de Malambo, où, sans nouvelles des autres embarcations, ils attendirent qu’ils viennent les rejoindre. Le capitaine Urbina et la plus grande partie des hommes qui s’étaient réfugiés à Carthagène abandonnèrent le projet et s’embarquèrent sur une caravelle qui se dirigeait vers l’isthme de Panama afin de rejoindre le Pérou par cette voie. Seulement une poignée d’hommes revinrent à Santa Marta pour avertir le gouverneur Lugo du désastre. Celui-ci se mit aussitôt au travail pour équiper trois navires qui rejoignirent les deux navires qui les attendaient à Malambo, tous les cinq dorénavant sous les ordres d’un nouveau capitaine général, Hernando Gallegos. 
Une fois réunies à Sompallon, la flotte et l’armée de terre reprirent la route ensemble dans un territoire totalement inconnu. Les blessés et les malades prirent place à bord des navires pendant que leurs camarades qui marchaient en suivant le fleuve devaient se frayer un chemin dans la jungle et les marécages qui couvraient des rives inhabitées et sans chemins tracés. De Sompallon au village de La Tora (actuelle Barrancabermeja), où ils s’arrêtèrent en octobre après avoir parcouru deux cents kilomètres en deux mois, une centaine d’hommes succombèrent d’épuisement et de malnutrition surtout parce que la majorité d’entre eux manquaient d’expérience américaine. 

## La Tora (Barrancabermeja)
À La Tora, deux cents hommes de plus trépassèrent au cours des trois mois que l'expédition y séjourna, selon toute probabilité toujours à cause d’une mauvaise alimentation, puisqu’aucun combat avec des indigènes n’est rapporté par les chroniqueurs.   
Pendant cet arrêt, Jimenez envoya des missions d’exploration en amont du fleuve, qui découvrirent des sentiers qui montaient vers des montagnes situées à l’est. En suivant ces sentiers sur une centaine de kilomètres, les éclaireurs découvrirent des villages bien pourvus en maïs et tubercules ainsi que des dépôts de pains de sel et de fines mantes de coton richement décorées, manifestement destinées au commerce. Le Licencié remarqua que la nature du sel trouvé dans les villages rencontrés au fur et à mesure de leur remontée du fleuve avait changé. Le sel granuleux récolté sur la côte avait fait place à un sel très fin en forme de pain acquis au cours d’échanges commerciaux. 
Ajoutées au fait que continuer de remonter le fleuve s’annonçait extrêmement difficile que ce qu’ils avaient déjà vécu précédemment, ces informations permirent à Jiménez de prendre une décision capitale : l’expédition allait changer de direction, et au lieu de chercher un chemin pour atteindre le Pérou, elle allait bifurquer vers l’est à la rencontre du peuple qui produisait ce sel et ces mantes ,. 
Ayant déjà perdu plus de la moitié de ses hommes alors qu’un autre quart était trop malade pour aller plus loin, Gonzalo Jiménez sélectionna une troupe d’environ cent soixante-dix hommes, dont une trentaine de cavaliers, pour l’accompagner en direction de la cordillère. Les autres, une centaine de malades ainsi que les équipages des navires devaient rester à La Tora et attendre pendant au moins six mois le retour de l’expédition.   
Peu après le départ de Jiménez, les hommes des brigantins entrèrent en conflit avec les indigènes de la région et le capitaine Gallegos prit la décision de retourner immédiatement à Santa Marta après des combats qui firent beaucoup de victimes parmi ses gens.   

## L’Altiplano cundiboyacense
Pendant que Gallegos et ses navires descendaient rapidement le fleuve et entraient dans la rade de Santa Marta où les attendait la nouvelle de la mort de Pedro Fernandez de Lugo, survenue le 15 octobre 1536, Jimenez et son armée gravissaient les pentes de la Cordillère Orientale. Au début de mars 1537, ils accédèrent à l’Altiplano cundiboyacense et s’exclamèrent de joie devant les vastes étendues de plaines cultivées qui s’étendaient devant leurs yeux, parsemées ici et là de fumées qui révélaient la présence de nombreux villages.
Les Muiscas peuplaient cet immense plateau d’environ 45 000 kilomètres carrés, situé à une moyenne de 2600 mètres au-dessus du niveau de la mer, depuis le VIe siècle av. J.-C. Sur ces terres fertiles bénéficiant d’un climat tempéré, une société agricole de plus d’un million d’âmes s’était développée. 
Une fois dans la savane, Jimenez et ses hommes écrasèrent facilement les tentatives du Zipa de Muyquytá, Tisquesusa de les expulser de son territoire et ils profitèrent des rivalités entre ses sujets pour affaiblir son pouvoir. Peu belliqueux, les Muiscas, qui ne se servaient pas d’arcs et de flèches, pouvaient difficilement se défendre contre les chevaux et les armes de métal des envahisseurs en n’utilisant que des massues de bois et des lances.
Les Espagnols explorèrent d’abord la région au sud de Bogota, mais comme ils n’y trouvèrent pas les richesses escomptées ils remontèrent vers le nord où, prenant par surprise Eucaneme, le Hoa de Hunza, ils réussirent à s’emparer d’un fabuleux trésor d’or et d’émeraudes en août 1537. Ils eurent moins de chance à Sogamoso et n’y trouvant pas d’or, ils y détruisirent le Temple du Soleil. Après s’être heurté à une forte résistance à Duitama, Jiménez revint dans la région de Bogota où Tisquesusa continua de les attaquer jusqu’à sa mort dans une escarmouche à la fin de l’année. Son neveu, Sagipa, lui succéda, se soumit aux Espagnols et s’allia avec eux pour aller combattre les Panches, un peuple voisin. C’est au retour de cette excursion le 6 juin qu’eut lieu la répartition du butin entre les membres de l’expédition et que la ville de Santa Fe de Bogota fut fondée le 6 août 1538. Les relations entre Sagipa et les Espagnols se détériorèrent par la suite. Après avoir été arrêté et emprisonné, il fut torturé et en mourut sans révéler où était caché le trésor de Tisquesusa. 
Les résultats économiques étaient relativement bons, mais d’aucune manière comparables à ceux du Pérou. Les hommes de Jiménez se partagèrent, une fois le quinto royal soustrait ainsi que les frais de l’expédition, 148 000 pesos d’or fin et 1455 émeraudes, alors que le butin partagé à Cajamarca par les hommes de Pizarro se montait à 1 300 000 pesos d’or, sans parler de l’argent.
Quesada voulait se rendre en Espagne pour rendre compte de sa découverte, mais il retardait son départ en espérant trouver d’autres trésors. À la fin de l’année 1538, il envoya son frère, Hernán Pérez de Quesada, en mission d’exploration à l’ouest du fleuve Magdalena. Au cours de ce voyage ce dernier apprit qu’une autre expédition, celle de Sebastián de Belalcázar, parti de Quito en Équateur en quête du pays de l’Eldorado, se dirigeait vers Bogota. En février 1539, l’expédition de Nicolas Federman fit son entrée sur le territoire muisca en provenance du Venezuela peu avant l’arrivée de l’expédition de Belalcázar. Les deux expéditions se composaient chacune d’environ deux cents hommes. 
Les deux nouveaux arrivés prétendaient que le territoire muisca était dans les limites de leur administration respective, mais ils s’accordèrent pour en laisser la possession à Jiménez en attendant que la Couronne prenne une décision, à savoir si le territoire nouvellement découvert allait appartenir à Santa Marta, au Venezuela, à Popayan (le siège de l’administration de Belalcázar), ou, comme le souhaitait Jiménez, allait former une administration totalement nouvelle dont il serait le gouverneur.
En mai 1539, les chefs des trois expéditions quittèrent Bogota pour se rendre à Carthagène en empruntant le Magdalena et, de là, en Espagne afin que chacun puisse défendre sa cause devant la Couronne. Avant de partir, Jiménez distribua des terres (encomiendas) parmi les hommes de son expédition et confia la nouvelle colonie, qu’il nomma Nouveau Royaume de Grenade, à son frère Hernán Pérez de Quesada en lui donnant comme mission de continuer d’explorer le territoire et de soumettre ses habitants. La presque totalité des hommes de Jimenez et de Federman et la moitié des hommes de Belalcázar, formant une force de 400 hommes, s’établirent dans la nouvelle colonie sous les ordres Hernan Pérez. De 1539 jusqu’à la moitié de l’année 1540, toujours à la recherche de butin, ils soumirent les Muiscas à une violence sans limites.
À peine arrivé à Carthagène au cours de la seconde moitié de juin, Jiménez dû faire face à un procès intenté par Hernando Gallego, le capitaine général de la flotte de brigantins qui avait accompagné l'expédition jusqu'à La Tora. Gallego réclamait sa part du butin que selon lui le gouverneur Pedro Fernandez de Lugo lui avait promis. Jiménez se défendit en affirmant qu'il n'avait jamais été avisé d'une telle entente. Le juge en résidence Juan de Santa Cruz, qui était à ce moment-là à Carthagène pour juger Pedro de Heredia, convint le 10 juillet 1539 qu'il était plus urgent que Jiménez se rende en Espagne pour rendre compte de ses découvertes et conquêtes devant la Cour plutôt que d'entreprendre un long procès avec Gallego. La dispute avec ce dernier pouvant se continuer là-bas devant le Conseil des Indes.

## Jiménez de Quesada en Espagne (1539-1551)
Le climat politique n’était pas favorable aux conquistadors quand Jiménez et ses compagnons de voyage arrivèrent en Espagne, car les récits des cruautés infligés aux Indiens commençaient à se répandre et à émouvoir jusqu’à l’empereur Charles Quint. Gonzalo Jiménez dut faire face à plusieurs procès au cours des années qui suivirent son arrivée. 
Tout d’abord, comme il ne se présenta pas immédiatement à Séville pour remettre le quinto royal qu’il transportait, soit 11 000 pesos d’or, mais se rendit plutôt dans sa famille à Grenade, il fut accusé d’avoir caché une partie de l’or récolté lors de sa conquête du territoire muisca. 
Alonso Luis Fernandez de Lugo, l’héritier du décédé gouverneur de Santa Marta, Pedro Fernandez de Lugo, le poursuivit en justice pour lui réclamer la part qui devait revenir à son père. 
Il fut aussi accusé d’avoir maltraité et abusé des indigènes de même que de l’assassinat de Sagipa, le cacique de Bogota.
Les autorités de Séville se saisirent de ses biens et Jiménez dut fuir au Portugal pour ne pas être emprisonné. Cependant, comme il était un habile plaideur, il réussit à se libérer de toutes les charges intentées contre lui vers la fin de 1546. Il consacra les années suivantes à réclamer des titres et une pension pour les services qu’il avait rendus à la Couronne en découvrant et conquérant les Muiscas. Finalement, il revint à Santa Fe de Bogota en juin 1551 avec le titre de régisseur de la ville et de Mariscal (maréchal) de la province du Nouveau Royaume de Grenade, le recouvrement des encomiendas qu’on lui avait enlevées et une pension de 2000 ducats annuels.
Le désir de la Couronne de restreindre le pouvoir de Francisco Pizarro au Pérou fut favorable à Sebastián de Belalcázar qui obtint en 1540 le titre de gouverneur et adelantado de la province de Popayan. Par ailleurs, la Couronne repoussa les revendications du Venezuela au sujet du Royaume de la Nouvelle Grenade. D’autre part, la question de savoir à quelle administration allait appartenir la nouvelle colonie resta litigieuse pendant plusieurs années jusqu’à l’installation à Santa Fe de Bogota d’une Audience royale en 1550.  
Au cours de ces années d’incertitudes, le frère de Gonzalo Jiménez de Quesada, Hernan Perez de Quesada, fut emprisonné par le gouverneur de Santa Marta, Alonso Luis Fernandez de Lugo, sous le prétexte d’avoir maltraité les indigènes et envoyé en Espagne avec un autre de ses frères Francisco Jiménez de Quesada. En cours de route, la foudre tomba sur leur navire et ils furent tous les deux tués.   

## L’Eldorado
De 1551 à 1569, Gonzalo Jiménez se dédia à sa profession d’avocat tout en administrant ses encomendias, sauf qu’il s’endettait sans cesse et qu’il vivait pauvrement. Toutes ses tentatives pour obtenir une position lucrative dans l’administration de la colonie échouèrent. C’est dans l’espoir de remédier à ce problème qu’il se lança en 1569, déjà âgé de soixante ans, dans l’organisation d’une autre grande expédition, cette fois à la recherche du mythique Eldorado qu’il croyait trouver dans les Llanos, un territoire situé à l’est de l’actuelle Colombie. 
Trois cents vieux conquistadors, tout aussi obnubilés que lui par la même quête, se joignirent à lui, accompagnés par mille cinq cents porteurs indigènes et mille chevaux, en plus de nombreux esclaves noirs et servantes indiennes. 
L’expédition partit en 1570 et pendant deux années et demie d’explorations elle ne découvrit rien à l’exception de quelques dizaines de tribus d’Indiens chasseurs cueilleurs. Une partie des participants abandonnèrent en cours de route et lorsque finalement, Jiménez prit la décision de revenir de cet enfer à la fin de l’année 1572, seulement soixante-quatre hommes et quatre Indiens l’accompagnaient. 
Cette désastreuse fin de carrière fit en sorte que certains auteurs ont émis l’hypothèse que Cervantes l’aurait pris comme modèle pour son Don Quichotte, dont en particulier German Arciniegas, un journaliste et homme politique colombien dont l'ouvrage, Le chevalier de l'Eldorado,  est par ailleurs contesté. 

## Les dernières années
De retour au Nouveau Royaume de Grenade, ses derniers biens furent saisis par les autorités. Le 21 janvier 1573, il présenta une demande d’aide pour cause d’indigence en s’appuyant sur ses états de service. On lui accorda la moitié d’une pension, l’autre moitié devant servir à payer ses dettes.
En septembre 1574, on lui donna comme mission d’aller pacifier une tribu rebelle. Sa mission accomplie, il se retira à Mariquita où il mourut le 15 février 1579 à l’âge de soixante-dix ans, possiblement de la lèpre.  
Ses restes furent transférés à Bogota en 1597.